# Nghệ sĩ bắt chước

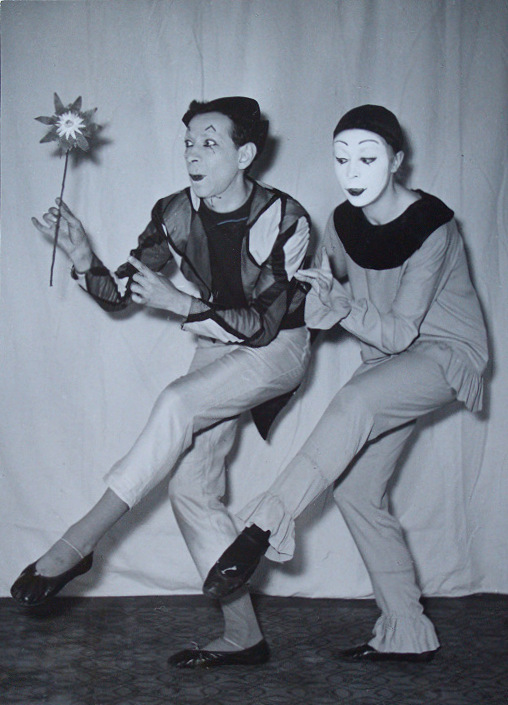
Hai nghệ sĩ Jean Soubeyran và Brigitte Soubeyran năm 1950.

Nghệ sĩ bắt chước (tiếng Anh: mime) là những người bắt chước lại hoặc nhái lại những cử chỉ, điệu bộ của người khác và biến nó trở thành một màn nghệ thuật trình diễn. Hoặc đơn giản, nghệ sĩ mime dùng những động tác cơ thể để miêu tả lại một sự vật, sự việc nào đó cho khán giả xem. Bắt chước kiểu này thường chỉ dùng ngôn ngữ cơ thể mà không cất tiếng nói.